# Linhares (Carrazeda de Ansiães)
Pour les articles homonymes, voir Linhares.
Linhares est un village portugais de la municipalité de Carrazeda de Ansiães, de 28,64 km2 de superficie et 422 habitants (2012). Densité : 14,7 hab/km2.